# 넷케이바
넷케이바(ネットケイバ, netkeiba)는 주식회사 넷드리머즈에서 운영하는, 일본의 경마 포털 사이트이자 커뮤니티다. 1999년 12월 15일에 개설되었으며, 일본의 경주마 및 그들의 경주 성적 관련 정보를 열람할 수 있다.